# مخزن سد شمکور
مخزن سد شمکور (به لاتین: Shamkir reservoir) یک مخزن سد و دریاچه مصنوعی در جمهوری آذربایجان است که در شهرستان شمکر واقع شده‌است.